# Ingrianie
Ingrowie, Ingrianie, nazwa: Inkerinsuomalaiset – fińscy mieszkańcy Ingrii, krainy geograficznej w płn.-zach. Rosji. Pierwotnymi mieszkańcami Ingrii byli Iżorowie (Iżorianie) – lud z grupy ugrofińskiej, posługujący się językiem bardzo bliskim fińskiemu. Dwuznaczność nazwy "Ingrianie" wynika stąd, że logiczne wydaje się nazywanie pierwotnej ludności kraju nazwą pochodzącą od tegoż kraju, zaś ludność napływowa zwykle posiada inną nazwę. Tu jednak zaistniała sytuacja odmienna: nazwę "Ingrianie" stosuje się do osiadłych w XVII w. na terenach Ingrii Finów. Niekiedy, błędnie, określa się tak także rdzennych mieszkańców tych terenów,  Iżorian, co ma wskazywać na ich autochtoniczny charakter. Innym powodem, dla którego następuje pomieszanie tych pojęć jest fakt, iż Ingrianie, których jest kilkanaście tysięcy, są znacznie liczniejszą grupą ludności niż Iżorianie (poniżej 1 tys.). 
Ingrianie, podobnie jak reszta Finów są luteranami.